# Mário Cruz
Mário Cruz (Lisboa, 13 de agosto de 1987) é um fotógrafo português, editor e curador independente com foco em questões de injustiça social e direitos humanos.

## Carreira
Mário Cruz estudou fotojornalismo no CENJOR - Centro Protocolar de Formação Profissional para Jornalistas. Foi, desde 2006 e durante vários anos, fotojornalista da Agência Lusa, em Portugal, sendo o seu trabalho também difundido pela EPA - European Pressphoto Agency.
É o fundador e diretor da Narrativa, um centro de fotografia em Lisboa que tem como objetivo partilhar e valorizar a fotografia como forma de expressão e comunicação.
Os seus projetos têm vindo a ser reconhecidos internacionalmente, sendo que o seu trabalho já foi publicado na Newsweek, New York Times, The Washington Post, CNN, El Pais, CTXT ou Neue Zurcher Zeitung, entre muitos outros.
É fotógrafo Fujifilm X.

### Publicações
- 2016: Talibes Modern Day Slaves, FotoEvidence[5]
- 2019: Living Among What's Left Behind, Nomad e FotoEvidence[6]
- 2024: Roof, Narrativa[7]

### Prémios
- 2014: "Cegueira Recente", Prémio Estação Imagem[8]
- 2015: Prémio Magnum 30 Under 30[9]
- 2016: "Talibes Modern Day Slaves", 1.º lugar na categoria de Assuntos Contemporâneos World Press Photo[10]
- 2016: "Talibes Modern Day Slaves", Prémio Estação Imagem[11]
- 2019: "Living Among What's Left Behind", 3.º lugar na categoria de Ambiente do World Press Photo[12]
- 2019: "Living Among What's Left Behind", vencedor da categoria de Ambiente do Prémio Estação Imagem[13]
- 2020: "Living Among What's Left Behind", melhor exposição de fotografia da Sociedade Portuguesa de Autores[14]